# Calliandra sincorana
Calliandra sincorana är en ärtväxtart som beskrevs av Hermann August Theodor Harms. Calliandra sincorana ingår i släktet Calliandra och familjen ärtväxter. Inga underarter finns listade i Catalogue of Life.